# Acta Camerarii
Acta Camerarii – seria archiwalna urzędowych zapisów prowadzonych na użytek Kamery Świętego Kolegium Kardynałów, wchodząca w skład Archiwum Konsystorialnego (jednego z ważniejszych działów Archiwum Watykańskiego).
Zespół obejmuje relacje z konsystorzy i kongregacji kardynalskich spisywane przez kardynała kamerlinga Świętego Kolegium (łac. Sacri Collegii camerarius, była to inna funkcja niż kamerling Kościoła rzymskiego). Urząd ten wprowadził papież Leon X, a potwierdził go Paweł III. Sprawowali go kardynałowie na stałe rezydujący w Rzymie. Do obowiązków kamerlinga, podczas jego rocznej kadencji, należało m.in. staranne prowadzenie księgi konsystorialnej, w której miał odnotowywać wszelkie sprawy oraz decyzje, które były omawiane i podejmowane na kolejnych konsystorzach, tak publicznych, jak i tajnych. Pierwotnie kamerling spisywał te informacje własnoręcznie, lecz z czasem obowiązek ten scedowano na sekretarzy, co stopniowo zaowocowało brakiem systematyczności i dokładności zamieszczanych wpisów.
W związku z obniżeniem się poziomu zapisów, kardynał kamerling Giovanni Pietro Carafa (późniejszy papież Paweł IV) zarządził w 1541, że Acta Camerarii redagował będzie ten duchowny, który jest sekretarzem kolegium kardynalskiego. Nie brał on osobistego udziału w konsystorzach, w związku z czym przy pracy redakcyjnej korzystał z notatek kardynała kamerlinga. Zarządzenie wskazywało też, że zapisy mają mieć taką formę, jakby redagował je osobiście kardynał kamerling. Pierwszą osobą, która redagowała akta według nowych zasad był Giovanni Francesco Bino, pochodzący z Florencji humanista. Pracę zakończył w 1550. Z lat 1551–1558 brakuje zapisów, ponieważ prawdopodobnie ich nie prowadzono. Nieprzerwana ciągłość akt zapewniona jest od roku 1559.
Papież Pius IV na tajnym konsystorzu 6 września 1564 zarządził utworzenie specjalnego archiwum dla zbioru zapisów, a pomieszczenia na ten cel wyszukał kardynał Karol Boromeusz. Opiekę nad nimi każdorazowo sprawował kardynał kamerling kolegium kardynalskiego.
Akta zawierają krótkie, lecz treściwe relacje z poszczególnych konsystorzy. Ze względu na styl pisania zapisy różnią się od siebie m.in. warstwą szczegółowości. Podana jest z reguły data konsystorza, liczba posłów, fakt wygłoszenia mowy poselskiej i odpowiedź na nią. Najczęściej odnotowywano też wartość literacką mowy, ponieważ często wygłaszali je wybitni humaniści. Co do zasady nie odnotowywano natomiast nazwisk posłów, a częstokroć też liczby biorących udział w konsystorzu publicznym kardynałów. Akta pozwalają na ustalenie jakie kraje i kiedy wysyłały poselstwa do Rzymu.